# Clodia de auspiciis
Clodia de auspiciis va ser una llei romana proposada pel tribú de la plebs Publi Clodi Pulcre que establia la prohibició dels magistrats de dissoldre els comicis tribunats al·legant que els auspicis eren desfavorables. Derogava les lleis Aelia i Fufia i establia que una llei havia de ser aprovada en un dia fasti, segons diuen Dió Cassi i Ciceró.